# 52e cérémonie des Tony Awards
La 52e cérémonie des Tony Awards a eu lieu le 7 juin 1998 au Radio City Music Hall de New York et fut retransmise sur CBS. La cérémonie a récompensé les productions de Broadway en cours pendant la saison 1997-1998.

## Cérémonie
La cérémonie a été présentée par Rosie O'Donnell qui l'avait déjà présenté l'année précédente et qui renouvela l'expérience en 2000.

### Prestations
Le numéro d'ouverture fut "Broadway Divas", chanté par Rosie O'Donnell, accompagnée des danseurs de Chicago. Il s'ensuivit Patti LuPone ("Don't Cry for Me Argentina" d'Evita); Jennifer Holliday ("And I Am Telling You I'm Not Going" de Dreamgirls); et Betty Buckley ("Memory" de Cats).
Au cours de la soirée, les troupes de comédies musicales se sont produites comme celle de Ragtime représentée par Marin Mazzie, Audra McDonald et la troupe, Rebecca Luker et la troupe de La Mélodie du bonheur chantèrent le final de leur spectacle ("Wedding"/"Do-Re-Mi"/"The Sound of Music").
La comédie musicale 1776 fut quant à elle représentée par Richard Poe et la troupe avec le titre "Sit Down, John". La troupe du Roi lion, menée par Tsidii Le Loka interpréta "Circle of Life". Alan Cumming interpréta la célèbre chanson "Willkommen" de la comédie musicale Cabaret. Alice Ripley et Emily Skinner de Side Show interprétèrent "I Will Never Leave You". Enfin, Douglas Sills et la troupe de The Scarlet Pimpernel présentèrent "Into the Fire".

## Palmarès
| Meilleure pièce | Meilleure comédie musicale |
| --- | --- |
| - « Art » – Yasmina Reza - Freak – John Leguizamo - Golden Child – David Henry Hwang - The Beauty Queen of Leenane – Martin McDonagh | - Le Roi lion - Ragtime - Side Show - The Scarlet Pimpernel |
| Meilleure reprise d'une pièce | Meilleure reprise d'une comédie musicale |
| - Vu du pont - Ah, Wilderness! - Les Chaises - The Diary of Anne Frank | - Cabaret - 1776 - La Mélodie du bonheur |
| Meilleur acteur dans une pièce | Meilleure actrice dans une pièce |
| - Anthony LaPaglia – Vu du pont dans le rôle d'Eddie - Richard Briers – Les Chaises dans le rôle du vieil homme - John Leguizamo – Freak dans son propre rôle - Alfred Molina – « Art » dans le rôle d'Yvan                                                            | - Marie Mullen – The Beauty Queen of Leenane dans le rôle de Maureen Folan - Jane Alexander – Honour dans le rôle d'Honor - Allison Janney – Vu du pont dans le rôle de Beatrice Carbone - Geraldine McEwan – Les Chaises dans le rôle de la vieille femme                                                               |
| Meilleur acteur dans une comédie musicale | Meilleure actrice dans une comédie musicale |
| - Alan Cumming – Cabaret dans le rôle du maître de cérémonie - Peter Friedman – Ragtime dans le rôle de Tateh - Brian Stokes Mitchell – Ragtime dans le rôle de Coalhouse Walker, Jr. - Douglas Sills – The Scarlet Pimpernel dans le rôle de Percy Blakeney           | - Natasha Richardson – Cabaret dans le rôle de Sally Bowles - Betty Buckley – Triumph of Love dans le rôle d'Hesione - Marin Mazzie – Ragtime dans le rôle de la mère - Alice Ripley et Emily Skinner – Side Show dans les rôles de Violet et Daisy Hilton                                                               |
| Meilleur acteur de second rôle dans une pièce | Meilleure actrice de second rôle dans une pièce |
| - Tom Murphy – The Beauty Queen of Leenane dans le rôle de Ray Dooley - Brían F. O'Byrne – The Beauty Queen of Leenane dans le rôle de Pato Dooley - Sam Trammell – Ah, Wilderness! dans le rôle de Richard Miller - Max Wright – Ivanov dans le rôle de Pavel Lebedev | - Anna Manahan – The Beauty Queen of Leenane dans le rôle de Mag Folan - Enid Graham – Honour dans le rôle de Sophie - Linda Lavin – The Diary of Anne Frank dans le rôle de Mrs. Van Daan - Julyana Soelistyo – Golden Child dans le rôle d'Eng Ahn                                                                     |
| Meilleur acteur de second rôle dans une comédie musicale | Meilleure actrice de second rôle dans une comédie musicale |
| - Ron Rifkin – Cabaret dans le rôle d'Herr Schultz - Gregg Edelman – 1776 dans le rôle d'Edward Rutledge - John McMartin – High Society dans le rôle d'Oncle Willie - Samuel E. Wright – Le Roi lion dans le rôle de Mufasa                                            | - Audra McDonald – Ragtime dans le rôle de Sarah - Anna Kendrick – High Society dans le rôle de Dinah Lord - Tsidii Le Loka – Le Roi lion dans le rôle de Rafiki - Mary Louise Wilson – Cabaret dans le rôle de Fraulein Schneider                                                                                       |
| Meilleur livret pour une comédie musicale | Meilleure partition originale |
| - Terrence McNally – Ragtime - Bill Russell – Side Show - Roger Allers et Irene Mecchi – Le Roi lion - Nan Knighton – The Scarlet Pimpernel | - Ragtime – Stephen Flaherty (musique) et Lynn Ahrens (paroles) - Side Show – Henry Krieger (musique) et Bill Russell (paroles) - The Capeman – Paul Simon (musique) et Derek Walcott (paroles) - Le Roi lion – Elton John, Tim Rice, Lebo M, Mark Mancina, Jay Rifkin, Julie Taymor et Hans Zimmer (musique et paroles) |
| Meilleurs décors | Meilleurs costumes |
| - Richard Hudson – Le Roi lion - Bob Crowley – The Capeman - Eugene Lee – Ragtime - Frères Quay – Les Chaises | - Julie Taymor – Le Roi lion - William Ivey Long – Cabaret - Santo Loquasto – Ragtime - Martin Pakledinaz – Golden Child |
| Meilleures lumières | Meilleure orchestration |
| - Donald Holder – Le Roi lion - Paul Anderson – Les Chaises - Peggy Eisenhauer et Mike Baldassari – Cabaret - Jules Fisher et Peggy Eisenhauer – Ragtime | - William David Brohn – Ragtime - Robert Elhai, David Metzger et Bruce Fowler – Le Roi lion - Michael Gibson – Cabaret - Stanley Silverman – The Capeman |
| Meilleure mise en scène pour une pièce | Meilleure mise en scène pour une comédie musicale |
| - Garry Hynes – The Beauty Queen of Leenane - Michael Mayer – Vu du pont - Simon McBurney – Les chaises - Matthew Warchus – « Art » | - Julie Taymor – Le Roi lion - Scott Ellis – 1776 - Frank Galati – Ragtime - Sam Mendes avec Rob Marshall – Cabaret |
| Meilleure chorégraphie | |
| - Garth Fagan – Le Roi lion - Graciela Daniele – Ragtime - Forever Tango Dancers – Forever Tango - Rob Marshall – Cabaret | |

## Autres récompenses
Le prix Special Tony Award for Lifetime Achievement a été décerné à Ben Edwards et Edward E. Colton, le Regional Theatre Tony Award a été décerné à la Denver Center Theatre Company et le Tony Honor Winner pour The International Theatre Institute of the United States.